# Mutant Mudds
Mutant Mudds är ett sidscrollande plattformsspel utvecklat och utgivet av Renegade Kid. Spelet släpptes först till Nintendo 3DS 2012 och senare samma år till Microsoft Windows och iOS. En förbättrad version av spelet, betitlad Mutant Mudds Deluxe, släpptes 2013 till Wii U och Microsoft Windows och senare samma år till Playstation Vita och Playstation 3. En Nintendo Switch-version släpptes 2017.